# Зея
Зѐя е голяма река в Азиатската част на Русия, Далечния Изток, Амурска област, ляв приток на Амур. Дължината ѝ е 1242 km, която ѝ отрежда 31-во място по дължина сред реките на Русия.

## Географска характеристика

### Извор, течение, устие
В най-горното си течение реката тече на юг, а след устието на левия си приток Купури (при 1073 km) – на запад, а в средното и долно течение – на юг, с леки отклонения на юг-югоизток и юг-югозапад. Долината на реката е изградена от разнообразни скали, състава на който силно се изменя надолу по долината, от метаморфни докамбрийски скали и гранити с кредна възраст до кватернерни елувиално-делувиални и алувиални наслаги.
Река Зея води началото си от южните склонове на хребета токински Становик, най-високата част на Становите планини (Станов хребет), на 1590 m н.в., в североизточната част на Амурска област. Първите 70 km Зея тече в дълбока (до 450 m) долина, в която се редуват малки долинни разширения, в които се появява тясна (до 800 m) заливна тераса и проломни стеснения. Течението е планинско: бурно, с прагове и малки водопади, ширина на коритото до 120 m. След устието на река Оконон (при 1173 km) течението на реката продължава да е планинско, но долината се разширява и се появяват алувиални форми – двустранна заливна тераса, малки меандри, деление на ръкави с острови между тях. След устието на река Купури (при 1073 km) ширината на долината нараства до 1 – 3 km, а коритото става широко, с меандри и се дели на ръкави. Оттук реката завива на запад и навлиза в Горнозейската равнина. След устията на реките Ток (десен приток) и Арги (ляв приток) Зея влива водите си в голямото Зейско водохранилище с дължина 300 km, преградната стена на което е изградена при 640 km, на 322 m н.в. в теснината Зейски Врати, където реката проломява източното част на хребета Тукурингра. Бреговете на водохранилището са силно изрязани за сметка на „удавените“ устия на многочислените реки, стичащи се от склоновете на околните планини, поради което ширината на водното огледало се изменя от 0,5 до 11 km.
След изтичането на Зея от водохранилището започва нейното средно течение до устието на река Селемджа (при 284 km). В този участък Зея тече в посока юг-югоизток през централната част на Амурско-Зейската равнина. Коритото ѝ става широко до 440 m, а на заливната тераса – до 7 km, а след устието на река Уркан – съответно 530 m и 15 km. Между устието на реките Деп и Селемджа долината на Зея се стеснява, става V-образна, без заливна тераса и врязана до 30 m сред околния терен.
След устието на Селемджа започва долното течение на Зея (284 km), като тук реката тече в посока юг-югозапад през Зейско-Бурейнската равнина. Долината ѝ става асиметрична, със стръмни десни и полегати леви склонове. До устието на река Том (ляв приток) коритото е с много меандри с големи радиуси, дели се на ръкави и острови между тях. Ширината му достига до 0,7 – 1 km, а заливната тераса до 13 – 15 km. Югоизточно от град Благовещенск Зея се влива в река Амур, при нейния 1936 km, на 116 m н.в.

### Водосборен басейн
Водосборният басейн на Зея има площ от 233 хил. km2, което представлява 12,56% от водосборния басейн на река Амур и се простира в северната, североизточната, централната и източната част на Амурска област, като заема около 70% от площта на областта. Климатът в басейна на реката е мусонен с елементи на остро континентален: средна януарска температура -30 °C (минимални до -45 °C), средна юлска – +18 °C. Годишната сума на валежите е от 500 до 600 mm падат предимно под формата на дъжд през летния сезон.
Водосборният басейн на Зея граничи със следните водосборни басейни:
- на север – водосборния басейн на река Лена, вливаща се в море Лаптеви;
- на североизток – водосборните басейни на река Уда и други по-малки, вливащи се в Охотско море;
- на изток и югоизток – водосборните басейни на реките Амгун, Бурея, Звитая и други по-малки, леви притоци на Амур;
- на запад – водосборните басейни на реките Олдой и други по-малки, леви притоци на Амур.

### Притоци
Река Зея получава множество притоци с дължина над 10 km, като 23 от тях са с дължина над 100 km:
- 1073 → Купури 162 / 4620
- 978 ← Голям Иракан 155 / 1300
- 972 ← Малък Иракан 107 / 577
- 946 ← Ток 251 / 6420, влива се Зейското водохранилище
- 939 → Арги 350 / 7090, влива се Зейското водохранилище
- 878 → Уркан (Горен Уркан) 234 / 3740, влива се Зейското водохранилище
- 850 → Темна 185 / 1390, влива се Зейското водохранилище
- 837 ← Мулмуга 234 / 3360, влива се Зейското водохранилище
- 813 → Тулунгин 102 / 486, влива се Зейското водохранилище
- 791 ← Брянта 317 / 14 100, влива се Зейското водохранилище
- 680 ← Гилюй 545 / 22 500, влива се Зейското водохранилище
- 588 ← Уркан (Десен Уркан) 304 / 16 200
- 561 → Умлекен 114 / 902
- 547 ← Улунга 146 / 1300
- 485 → Деп 348 / 10 400
- 447 ← Тигда 264 / 4740
- 398 ← Ту 139 / 2550
- 296 → Граматуха 132 / 917
- 284 → Селемджа 647 / 68 600
- 229 → Бурма 150 / 2310
- 110 → Том 433 / 16 000
- 76 → Белая 170 / 2800
- 21 → Ивановка 176 / 3640

### Хидроложки показатели
Подхранването на реката е предимно дъждовно (от 50 до 70%). Характерно е слабо пролетно пълноводие и епизодични големи летни прииждания в резултат на поройни дъждове, които многократно превишават пролетното пълноводие. До изграждането на Зейското водохранилище приижданията на Зея често са предизвиквали наводнения (24 големи наводнения за 150 години). Среден годишен отток в устието 1910 m3/s, което като обем се равнява на 60,282 km3, максимален отток 14200 m3/s, минимален 1,5 m3/s. Зея замръзва за период от 180 дни, от ноември до април.
Средномесечен отток на река Зея (m3/s) в районе на село Бомнак (при 920 km) в периода от 1936 до 1983 г.

## Населени места
По течението на Зея са разположени 3 града: Зея, Свободни и Благовещенск и множество села.

## Стопанско значение
На Зея е изградено голямото Зейско водохранилище, което регулира годишният отток на реката, а водите му се използват за водоснабдяване и производство на електроенертия. Зея е плавателна на 640 km, до преградната стена на Зейското водохранилище и още 203 km по водите на водохранилището до село Бомнак. В басейна на реката се експлоатират находища на злато, желязо и киновар. В най-тясната част на Зейското водохранилище (в североизточната част) е изграден дълъг 400 m мост, по който преминава участък от Байкало-Амурската железопътна линия, а при град Свободни реката се пресича от Транссибирската железопътна линия.

## Откриване и изследване
През 1644 г. руският казак Василий Поярков по време на похода си към река Амур се спуска по река Брянта, открива река Зея и пръв плава надолу по течение ѝ до Амур. През 1681 г. Игнатий Милованов, участник в дипломатическата мисия на Русия възглавявана от руския дипломат от румънски произход Николае Милеску по пътя си към Пекин извършва първото описание на реката и Амурско-Зейската равнина. През 1735 – 37 г. руският топограф Пьотър Скобелцин открива хребета Тукургра и горното течение на Зея северно от хребета. През 1844 – 45 г. руският географ от немски произход Александър Мидендорф извършва първите научни изследвания в басейна на реката. През 1850 г. друг немски географ и геолог на руска служба Лудвиг Шварц изследва и картира горния басейн на Зея, като открива и окунтурява Горнозейската равнина. През 1898 – 99 г. Руският топограф Дмитрий Иванов извършва мащабни топографски измервания в горния басейн на реката, в резултат на които е изработена първата достоверна карта на района.